# Daito Ryu

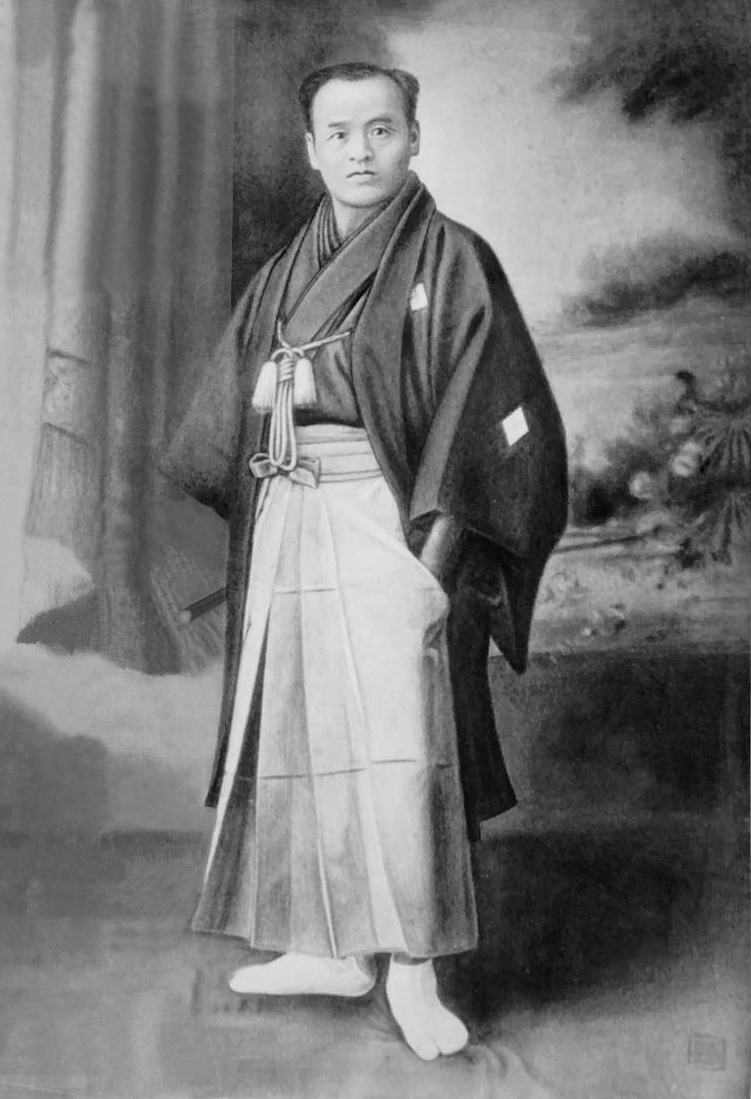
Fotografia de Sokaku Takeda, màxim divulgador d'aquest art marcial.

El daitō-ryū aiki-jūjutsu (en japonès 大東流合気柔術), originalment anomenat daito-ryu jujutsu, va ser, en el sentit actual del terme, un del primers arts marcials japonesos. Primer pràcticament desconegut, va adquirir notorietat gràcies al seu divulgador, Sokaku Takeda (1859-1943), i a Morihei Ueshiba, un dels seus alumnes més famosos i fundador de l'aikido. Pel seu esperit està més a prop dels koryu que dels gendai budo.
Actualment, l'escola està dividida en diverses branques.